# Potamot émergé
Potamogeton epihydrus
Espèce
Classification phylogénétique
Le Potamot émergé (Potamogeton epihydrus) est une espèce de plantes de la famille des Potamogetonaceae.